# 虔南厅
虔南厅，清朝时设置的厅。
光绪二十九年（1903年）分龙南县之大挑、斯兴、太平三堡，信丰县之杨溪堡置，治所在今江西省全南县。属赣州府。因在古虔州（今赣州）南部得名。1912年废厅改为虔南县。 